# هاینریش بالاش
هاینریش بالاش (آلمانی: Heinrich Balasch) فیلم‌بردار اهل اتریش بود.
از فیلم‌ها یا مجموعه‌های تلویزیونی که وی در آن‌ها نقش داشته‌است می‌توان به خودروی رؤیایی اشاره نمود.